# Magyar János (erdőmérnök)
Magyar János (Csomád, 1911. október 14. – Sopron, 2006. január 17.) magyar erdőmérnök, egyetemi tanár, a mezőgazdasági tudományok doktora, a Magyar Tudományos Akadémia rendes tagja. Fő kutatási területe az erdőrendezés- és az erdészeti faméréstan (dendrometria) volt. A második világháborút követően jelentősen hozzájárult az országos erdőgazdálkodási üzemtervezés elvi alapjainak lefektetéséhez és gyakorlati megvalósításához.

## Életútja
1935-ben szerezte meg erdőmérnöki oklevelét a József Nádor Műszaki és Gazdaságtudományi Egyetem soproni bánya-, erdő- és kohómérnöki karán. 1935–1936-ban magánuradalmak segéderdőmérnöke volt Erdőhorvátin és Háromhután. 1936-tól 1940-ig a soproni erdőmérnöki kar erdőrendezés-tani tanszékén gyakornokoskodott, egyúttal a soproni Állami Erdészeti Kutatóintézet munkatársa volt, ezzel párhuzamosan a soproni egyetemen dolgozott disszertációján, végül 1939-ben megvédte műszaki doktori címét. 1940-től 1942-ig a Magyar Királyi Állami és Koronauradalmi Erdőigazgatóság gödöllői erdőrendezőségén gyakornokoskodott, majd segéderdőmérnökként dolgozott. 1943-ban a Földművelésügyi Minisztérium állományába került mint főerdőmérnök, majd 1948-ban kinevezték a gödöllői Magyar Állami Erdőgazdasági Üzemek Központi Igazgatóságára, ahol két éven át, 1950-ig az erdőbirtok-politikai főosztályt vezette. 1950-ben visszakerült a Földművelésügyi Minisztériumba, s 1952-ig az erdészeti főosztály főerdőmérnökeként tevékenykedett.
1952-ben az akkor még budapesti székhelyű Erdészeti Tudományos Intézet megbízott igazgatóhelyettese, majd rövid időre igazgatója lett, 1953–1954-ben az erdőrendezési osztály vezetője volt. 1954-ben nevezték ki a soproni Erdőmérnöki Főiskola – 1962 után Erdészeti és Faipari Egyetem – erdőrendezési tanszékének tanszékvezető egyetemi tanárává. 1975 decemberéig irányította a tanszéki oktató- és kutatómunkát, ezzel egyidejűleg 1955–1956-ban a főiskola igazgatóhelyettesi, 1956-tól 1959-ig igazgatói, 1962-től 1966-ig az egyetem tudományos rektorhelyettesi posztját töltötte be. 1976-tól 1981-ig a korábban általa vezetett tanszék kutatóprofesszora, 1981-es nyugdíjazását követően 1994-ig tudományos tanácsadója volt.
1995 és 1997 között a Földművelésügyi Minisztérium felkérésére szakértőként részt vett az Erdőrendezési Szolgálat munkájában.

## Munkássága
Fő szakterülete az erdőrendezés és az erdőbecslés, az erdészeti faméréstan (dendrometria) volt, de tevékenysége az erdőgazdálkodás üzemtani, szervezési és igazgatási kérdéseire, az erdészeti alapkutatás, kísérletügy és szakoktatás számos területére kiterjedt. Behatóan tanulmányozta az erdőrészletek térbeli elhelyezkedés és termőhelyi minőség szerinti osztályozásának módszertanát, a fatermési táblák szerkesztésének alapkérdéseit és eljárásait. Az egykorú faállományok fatermésének felmérésébe, termőhelyük osztályozásának módszertanába bevezette a kimagasló faegyedek átlagmagassága, az ún. felsőmagasság fogalmát és számítási módszerét. Tételesen felmérte Magyarország erdővagyonát, a hazai erdőalkotó faállományok termőhelyeit, faterméstani kísérleteket végzett és irányított a nemes nyárasokkal, valamint a tölgyesekkel és bükkösökkel kapcsolatosan. Az erdőgazdálkodás, az erdősítési–erdőnevelési feladatok üzemtervezési módszertanába bevonta a szükségletfedezés, tartamosság és jövedelmezőség alkotta hármas követelményrendszert. Elméleti alapvetéseiből kiindulva kidolgozta az országos fásítás általános kerettervét (1949), majd az átfogó állami erdőgazdálkodás egységes üzemtervét (1955), valamint közreműködött az országos erdőrendezőségi hálózat létrehozásában.
Könyvei és egyetemi tankönyvei mellett mintegy 180 tudományos közleménye, tanulmánya jelent meg.

### Szervezeti tagságai és elismerései
1967-ben a Magyar Tudományos Akadémia levelező, 1985-ben rendes tagjává választották, 1972-től 1982-ig a Veszprémi Akadémiai Bizottság elnökhelyettesi feladatait látta el, több cikluson át elnökölte az MTA erdészeti bizottságának munkáját, amelynek tiszteletbeli elnöke volt.
Munkássága elismeréseként 1956-ban a Munka Érdemrendet, 1981-ben a Munka Érdemrend arany fokozatát, 1997-ben pedig a Magyar Köztársasági Érdemrend tisztikeresztjét ítélték oda neki. Sopron városa díszpolgárává választotta.

### Főbb művei
- A fatermelési táblák szerkesztésének alapkérdései. Sopron: Röttig ny. 1940.
- Szocialista erdőgazdasági üzemszervezés erdőgazdasági technikumok számára. Budapest: Mezőgazdasági. 1953.   (Farkas Vilmossal és Madas Lászlóval)
- Nyárasok faállományszerkezeti vizsgálatának eddigi eredményei.  Magyar Tudományos Akadémia Agrártudományok Osztályának Közleményei,   (1954)   111–162. o.
- Erdőgazdálkodásunk közérdekű továbbfejlesztésének elvi-eszmei feltételei. Budapest: Akadémiai Kiadó. 1989.